# Juumavaara
Juumavaara är en kulle i Finland. Den ligger i Kuusamo i landskapet Norra Österbotten, i den nordöstra delen av landet, 700 km norr om huvudstaden Helsingfors. Toppen på Juumavaara är 318 meter över havet.
Terrängen runt Juumavaara är huvudsakligen platt, men åt nordost är den kuperad. Runt Juumavaara är det mycket glesbefolkat, med 2 invånare per kvadratkilometer.